# 焦氏無線鰨
焦氏無線鰨（學名：Symphurus jenynsi）為輻鰭魚綱鰈形目鰨亞目舌鰨科的其中一種，為溫帶海水魚，分布於西南大西洋巴西東南部至阿根廷中部海域，棲息深度10-190公尺，體長可達31.9公分，棲息在沿岸底層水域，以多毛類等為食，生活習性不明。

## 扩展阅读
維基物種上的相關：焦氏無線鰨